# 乌尔勒路一位论派教堂
乌尔勒路一位论派教堂（英語：Ullet Road Unitarian Church）是一座一位论派教堂，位于英国利物浦塞夫顿公园乌尔勒路57号。1975年3月14日列为I级登录建筑。这是英国第一座为一对同性恋配偶举行民事结合宗教仪式的教堂。。

## 历史
该堂会起源于在17世纪后期英国内战之后的一批长老会教徒。他们在19世纪初成为一位论派，在1894年迁移到当时的郊区。建筑师托马斯·沃辛顿和Percy ·沃辛顿设计该堂和相关建筑物。教堂于1899年6月开幕。

## 建筑
该堂用红砖和红色砂岩建造，内部使用砂岩。建筑风格是哥特复兴风格，带有新艺术运动的特征。该堂为南北向，主入口在南侧，有玫瑰窗。

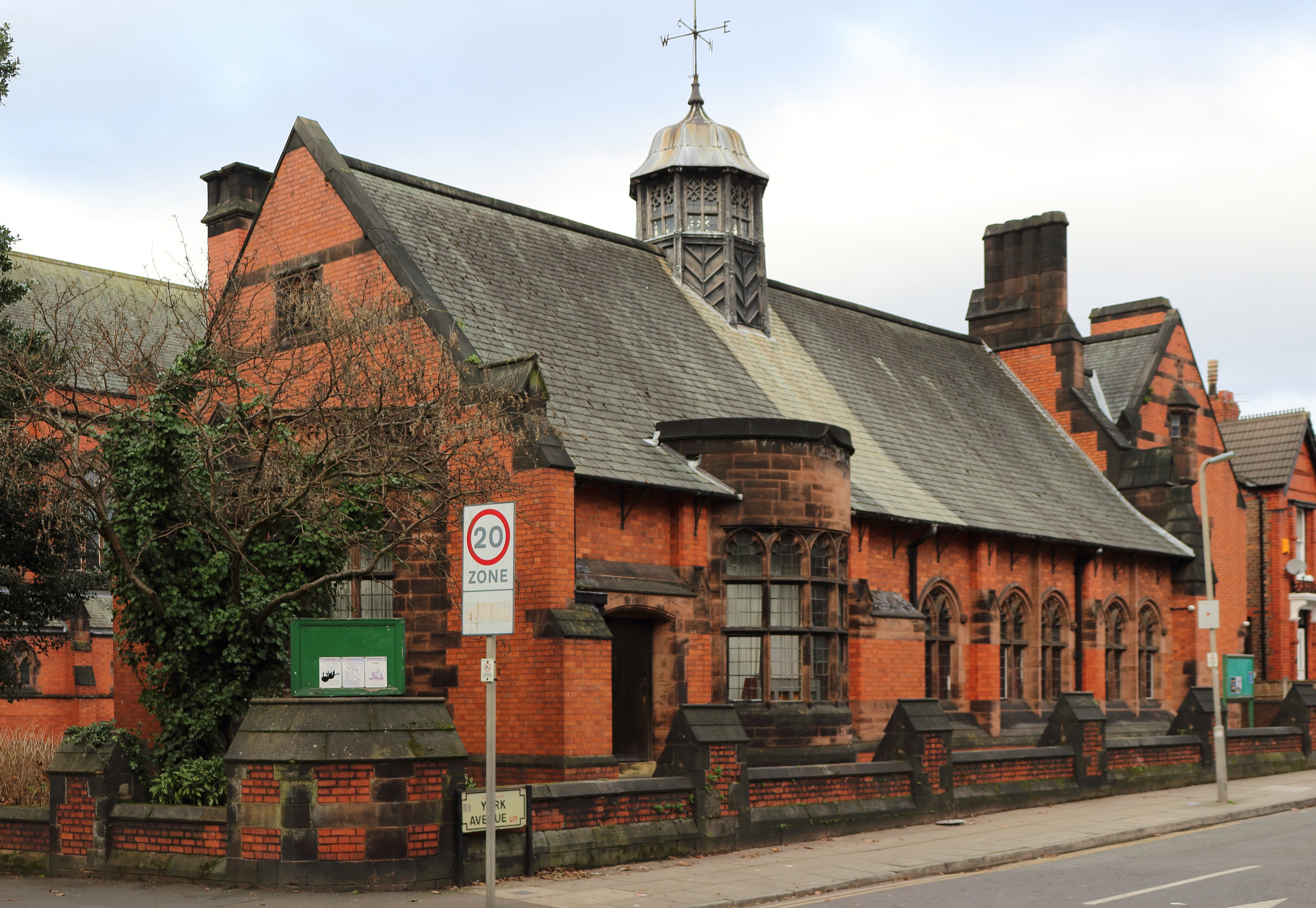
Church Hall